# Lucus (bosque)

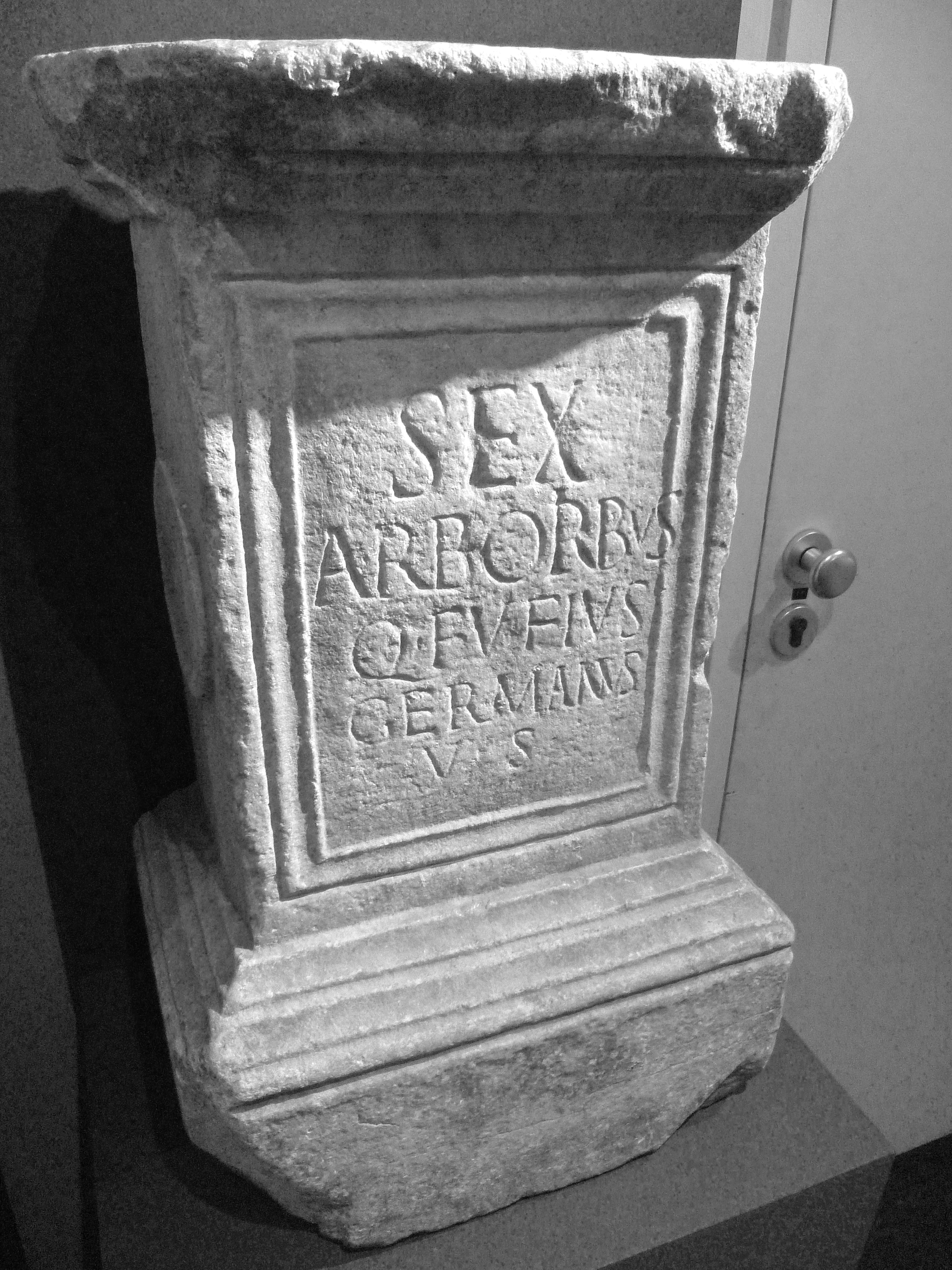
Un altar votivo romano dedicado a "seis árboles".

Un lucus (plural, lucī), en la antigua religión romana, es un bosque sagrado.
Lucus era una de las cuatro palabras latinas que significan, en general, 'bosque, selva, arboleda' (junto con nemus, silva y saltus), pero a diferencia de las otras, se usó principalmente con una designación religiosa. Servio define el lucus como 'una gran cantidad de árboles con un significado religioso', diferenciándose de la silva, un bosque natural, o del nemus, un arboreto o jardín público que no está consagrado. Un saltus usualmente implicaba un área silvestre con variadas características topográficas.
Un lucus era un lugar de culto, más parecido a un parque arbolado que a un bosque, y podía contener un aedes, un edificio que albergaba la imagen de un dios u otros elementos paisajísticos que facilitaban o daban lugar al ritual. Se ha conjeturado, por ejemplo, que el Lupercal, referido como una cueva o gruta, era un pequeño lucus con una gruta artificial, ya que la arqueología no ha descubierto ninguna cueva natural en el área.
Apuleyo deja constancia de que 'cuando los viajeros piadosos pasaban por una arboleda sagrada (lucus) o un lugar de culto en su camino, se aprovechaba para hacer un voto (votum), o una ofrenda de frutas, o para sentarse un rato'. Lo que los romanos entendían por religio residía en estos gestos rituales, y no en la contemplación.

## Etimología
Algunas fuentes antiguas, así como los etimólogos modernos, derivan la palabra 'de dejar entrar la luz' (lucendo), es decir, el lucus era un claro rodeado de árboles. El cognado del alto alemán antiguo lôh también significa 'claro, bosque sagrado'. Lucus parece haber sido entendido en este sentido en la literatura medieval temprana. Hasta el siglo X, se traduce regularmente al alto alemán antiguo como harug, una palabra que nunca se usó para una silva secular. Sin embargo, Servio dice, algo perversamente, que un lucus se llama así porque non luceat, 'no está iluminado', lo que quizás implica que una arboleda sagrada apropiada albergaba solo ceremonias diurnas legítimas y no dudosos ritos nocturnos que requerían luz de antorchas.

## Limpiar un claro
En su libro De agri cultura (Sobre agricultura), Catón el Viejo registra un ritual romano lucum conlucare, 'para limpiar un claro'. Se instruye al oficiante para que ofrezca un cerdo como piaculum, una propiciación u ofrenda expiatoria, antes del potencial daño que se va a acometer a la arboleda por los humanos. Se debían formular las siguientes palabras (verba concipito) para el sitio en particular:

Ya seas dios o diosa (si deus, si dea) a quien está dedicada este bosque, ya que tienes derecho a recibir el sacrificio de un cerdo para el aclareo de este bosque sagrado, y con esta intención, ya sea yo o alguien en mi nombre, hazlo, que se haga correctamente. Con este fin, al ofrecerte este cerdo, te suplico humildemente que seas clemente y misericordioso conmigo, con mi casa y mi hogar, y con mis hijos. ¿Te dignas recibir este cerdo que te ofrezco para este fin?

La palabra piaculum se repite tres veces en la oración, enfatizando que el sacrificio del cerdo no es una ofrenda voluntaria, sino algo que se le debe a la deidad por derecho (ius). El piaculum compensa a la deidad por una transgresión u ofensa, y difiere de un sacrificio regular, ofrecido con la esperanza de obtener un favor a cambio (do ut des).
Es tentador, pero engañoso, si se interpretaran los principios ecológicos en la agricultura ritualizada. Para los antiguos romanos, el respeto era compañero del miedo en su consideración ante las fuerzas divinas en la naturaleza, y la invocación abierta con la que comienza esta oración es una 'salida' o cobertura contractual. El piaculum era una garantía de que la acción de clareo era válida. No obstante, Thoreau hizo una referencia, con admiración, a la oración de Catón en Walden: "Quisiera que nuestros agricultores, cuando talen un bosque, sintieran algo de ese asombro que sentían los antiguos romanos cuando llegaban a talar, o dejar entrar la luz, en un bosque consagrado (lucum conlucare)".

## Fiesta del bosque
Las Lucarias ('Fiesta del bosque') se llevaban a cabo el 19 y 21 de julio, según el Fasti Amiterni, un calendario que data del reinado de Tiberio encontrado en Amiternum (ahora S. Vittorino) en territorio sabino.

## Bosques sagrados del Imperio Romano
Un lucus podía convertirse en un foco de actividad de tal forma que pudiera crecer una comunidad a su alrededor, como fueron los casos del Lucus Augusti, ahora Lugo en Galicia, España y el Lucus Feroniae cerca de Capena. Por tanto, Lucus forma parte del nombre latino de varios lugares antiguos del Imperio Romano de los que deriva el nombre moderno, que incluye:
- Lucus Angitiae ('Bosque sagrado de Angitia'), ahora Luco dei Marsi, una ciudad en Italia.
- Lucus Pisaurensis ('Bosque sagrado de Pesaro'), Italia.[18] Descubierto por Annibale degli Abati Olivieri, un aristócrata italiano del siglo XVIII.
- Lucus Augusti, nombre de varios lugares, como:
  - Lugo, la ciudad de España.
  - Luc-en-Diois, en Francia.
  - Lucus Feroniae ('Bosque sagrado de Feronia (diosa)) o de Feronia', ciudad ahora desaparecida en Etruria, Italia.